# ASV Bergedorf 85
ASV Bergedorf 85 – niemiecki klub sportowy z hamburskiej dzielnicy Bergedorf.

## Historia
- 29.03.1885 – został założony jako Arbeiter TV 1885 Bergedorf
- 1911 – połączył się z Arbeiter SV Phönix 1893 Sande tworząc FT Bergedorf-Sande
- 1929 – zmienił nazwę na FTS Bergedorf-Sande 1885 Lohbrügge
- 1933 – został rozwiązany
- 1946 – został na nowo założony jako ASV Bergedorf-Lohbrügge 1885
- 2009 – sekcja piłkarska została odłączona od klubu jako FC Bergedorf 85

## Sukcesy
- Verbandsliga Hamburg-Germania (3. poziom): 1948 (mistrz)
- Verbandsliga Hamburg (3. poziom): 1972, 1976 i 1978 (mistrz)
- 5 sezonów w Oberlidze Nord (1. poziom): 1958/59-1962/63.
- 7 sezonów w Regionallidze Nord (2. poziom): 1963/64-1969/70.
- Puchar Hamburga: zdobywca 1955, 1982, 1992, 2003